# لمكارنة (أولاد عبو)
لمكارنة هو دُوَّار يقع بجماعة سيدي غانم، إقليم الرحامنة، جهة مراكش آسفي في المملكة المغربية. ينتمي الدوّار لمشيخة أولاد عبو التي تضم 23 دوار. يقدر عدد سكانه بـ 591 نسمة حسب الإحصاء الرسمي للسكان والسكنى لسنة 2004.

## روابط خارجية
- البوابة الوطنية للجماعات الترابية نسخة محفوظة 12 مارس 2018 على موقع واي باك مشين.
- المندوبية السامية للتخطيط